# Raión de Barvinkove
Barvinkove (en ucraniano: Барвінківський район) es un raión o distrito de Ucrania en el óblast de Járkov. 
Comprende una superficie de 1364 km².
La capital es la ciudad de Barvinkove.

## Demografía
Según estimación 2010 contaba con una población total de 25518 habitantes.

## Otros datos
El código KOATUU es 6320400000. El código postal 64700 y el prefijo telefónico +380 5757.